# Amaury de Ghellinck d'Elseghem Vaernewyck
Le vicomte et comte pontifical Amaury Joseph Charles Marie Colette Ghislain de Ghellinck d'Elseghem Vaernewyck, né le 30 janvier 1851 à Gand et décédé le 28 juillet 1919 à Bruxelles, fut un homme politique belge catholique.
Il fut président de l'Académie Royale de Belgique, bourgmestre de Elsegem et sénateur de l'arrondissement de Audenarde-Alost.

## Généalogie
- Il fut fils de Ernest, chevalier (1813-1868) et Priska de Vaernewyck d'Angest, vicomtesse (1826-1869).
- Il épousa en 1879 Marie-Sophie de T'Serclaes (1856-1932).
  - Ils eurent six enfants: Ernest (1880-1940), Roger (1881-1944), Marie Louise (1882-1955), Marguerite (1885-1920), Charles (1889-1979) et Marc (1893-1968).

## Sources
- Bio sur ODIS